# Budești (Vâlcea)
Budești es una comuna ubicada en el distrito Vâlcea, Rumania.

## Superficie
Posee una superficie de 56,65 kilómetros cuadrados.

## Demografía
Hasta 2021 la población era de 6652 habitantes, con una densidad de población de 117,4 habitantes por kilómetro cuadrado.